# چیویداته کمونو
چیویداته کمونو (به ایتالیایی: Cividate Camuno) یک کومونه در ایتالیا است که در استان برشا واقع شده‌است. چیویداته کمونو ۳ کیلومتر مربع مساحت و ۲٬۷۷۴ نفر جمعیت دارد و ۲۷۵ متر بالاتر از سطح دریا واقع شده‌است.